# Каратогай (Шалкарский район)
Каратогай (каз. Қаратоғай, до 1999 г. — Шетиргиз) — село в Шалкарском районе Актюбинской области Казахстана. Административный центр Шетиргизского сельского округа. Код КАТО — 156451100. Находится на берегу реки Шет-Иргиз.

## Население
В 1999 году население села составляло 536 человек (271 мужчина и 265 женщин). По данным переписи 2009 года, в селе проживали 443 человека (216 мужчин и 227 женщин).